# Rigby
Rigby è una città degli Stati Uniti d'America, situata nello Stato dell'Idaho, nella Contea di Jefferson, della quale è anche il capoluogo.